# AGO
АГО (нем. AGO — Apparatebau GmbH Oschersleben) — несуществующая ныне немецкая авиастроительная компания, существовавшая с 1911 по 1945 год.
Образована в 1911 году в Мюнхене как компания Flugmaschinenwerke Gustav Otto Густавом Отто, сыном Николауса Отто — изобретателя четырёхтактного двигателя внутреннего сгорания.

## Продукция
- AGO C.I — патрульный самолёт
- AGO C.II — патрульный самолёт
- AGO C.IIw — противолодочный самолёт
- AGO C.IV — патрульный самолёт
- AGO C.VII — патрульный самолёт
- AGO C.VIII — патрульный самолёт
- AGO S.I — штурмовик
- AGO D.V.3
- AGO Ao 192 — курьерский